# 井谷賢太郎
井谷 賢太郎（いたに けんたろう、11月30日 - ）は、日本の漫画家。

## 経歴
「漢の桜道」でジャンプ十二傑新人漫画賞（2006年8月）の最終候補となり、「右巻地獄探偵事務所」を『ジャンプLIVE』（集英社）に掲載。
2016年、『週刊少年ジャンプ』（同）24号から44号まで『たくあんとバツの日常閻魔帳』を連載。

## 作品リスト

### 連載
- たくあんとバツの日常閻魔帳（『週刊少年ジャンプ』2016年24号[1] - 2016年44号[2]、全3巻）

### 読み切り
- 右巻地獄探偵事務所（『ジャンプLIVE』）
- たくあんとバツと日常閻魔帳（『ジャンプNEXT』2015 vol.1）
- たくあんとバツの日常閻魔帳（『週刊少年ジャンプ』2015年48号掲載）
- オズとオズマは秘密する（『ジャンプGIGA』2017 vol.3[3]）
- 宇宙カケル忍（『週刊少年ジャンプ』2021年27号掲載） - ジャンプ・ショート・フロンティア企画

## 師匠
- 空知英秋[4][5]